# Boletim do Sindicato Nacional dos Jornalistas
Boletim do Sindicato Nacional dos Jornalistas surge em 1941, 7 anos após a criação do Sindicato (que teve lugar em 26 de fevereiro de 1934), e acompanha uma fase conturbada da sua existência, em grande medida pelo desconforto causado pela incapacidade de negociar com os representantes do patronato (o Grémio Nacional da Imprensa Diária) um contrato coletivo de trabalho, ambicionado desde 1936, que regulasse questões como a fixação dos ordenados mínimos e horário de trabalho. Trata-se, portanto, de uma publicação oficiosa, porta-voz de um organismo basilar do regime corporativo consagrado pela Constituição de 1933. Para além das questões sindicais, o boletim reúne ainda "colaboração especial dos melhores nomes do jornalismo português”, abrindo espaço para “opiniões, críticas, ensaios e estudos sobre todos os problemas e aspectos da vida jornalística, técnica profissional, tudo o que possa relacionar-se com o trabalho, a cultura e os interesses morais ou materiais dos homens da Imprensa.” Na lista de colaboradores do «Número Especial Comemorativo do Tricentenário da «Gazeta» (publicado no nº 4 do Boletim), constam os nomes de Dr. Alfredo da Cunha, Dr. Júlio Dantas, Eduardo Schwalbach Lucci, Dr. Augusto de Castro, Joaquim Manso, Joaquim Leitão,  Dr. Agostinho de Campos, Dr. João Ameal, General Teixeira Botelho, Rocha Martins, Padre Moreira das Neves, Homem Cristo,  Matos Sequeira, Norberto de Araújo, Norberto Lopes,  Dutra Faria, Leitão de Barros, Mário de Figueiredo, Carlos Malheiro Dias e Manuel Teixeira Gomes.